# Bach Imre
Bach Imre (Szeged, 1895. március 17. – Budapest, 1966. október 18.) magyar orvos, belgyógyász, endokrinológus, az orvostudományok kandidátusa (1952). 

## Életpályája
Bach Benő szén- és fakereskedő és Klein Franciska gyermekeként született zsidó polgári családban. A Szegedi Magyar Királyi Állami Főgimnáziumban érettségizett jeles eredménnyel (1913). 1917–1918 között frontszolgálatot teljesített az első világháborúban. Tanulmányait a Budapesti Tudományegyetem Orvostudományi Karán végezte, ahol 1918-ban avatták orvosdoktorrá. 1919-ben vöröskatonaként részt vett a Tanácsköztársaság védelmi harcaiban. 1919-ben a Budapesti Tudományegyetem III. számú Belgyógyászati Klinikájának gyakornoka volt. 1919–1920 között a budapesti Városi Kórház Belgyógyászati Osztályának alorvosa volt. 1920–1923 között németországi élettani és gyógyszertani kutatóintézetekben tett tanulmányutat. 1924–1928 között a szegedi Ferenc József Tudományegyetem Gyógyszertani Intézetében dolgozott. Érdeklődése ezután egy másik alaptárgy, a kórszövettan felé irányult, és a Szegedi Kórbonctani Intézet tanársegéde lett. Itt habilitálták magántanárrá 1933-ban A fermentek orvosi vonatkozása tárgyköréből. 1934–1944 között a Belgyógyászati Diagnosztikai Klinika egyetemi tanársegéde, valamint magántanára volt. 1944-ben zsidó származása miatt deportálták. 1945-ben hazatért. 1946–1966 között a budapesti Péterfy Sándor Utcai Kórház Belgyógyászati Osztályának endokrinológus főorvosa volt. 1947–1949 között a Szegedi Tudományegyetemen az endokrinológia címzetes nyilvános rendkívüli tanára volt. 
Az endokrinológiai társaság egyik alapítója, a londoni Royal Society of Medicine választott tagja volt. Fő kutatási területe a klinikai endokrinológia és a magas vérnyomás endokrinológiai összefüggései voltak.

## Családja
Második felesége Márer Rózsa volt, akivel 1938. június 7-én, Szegeden kötött házasságot. Fia: Bach Iván (1927–2006) villamosmérnök, matematikus, informatikus.
Temetése a Farkasréti temetőben volt. (607-9. templomi fülke)

## Művei
- Klinikai diagnosztika. Orvosi kórisme (Budapest, 1944)
- Gyakorlati endokrinológia a bel- és a gyermekgyógyászatban (Barta Lajossal, Budapest, 1964)

## Díjai, elismerései
- Kiváló orvos (1954)